# Стасюк Микола Михайлович

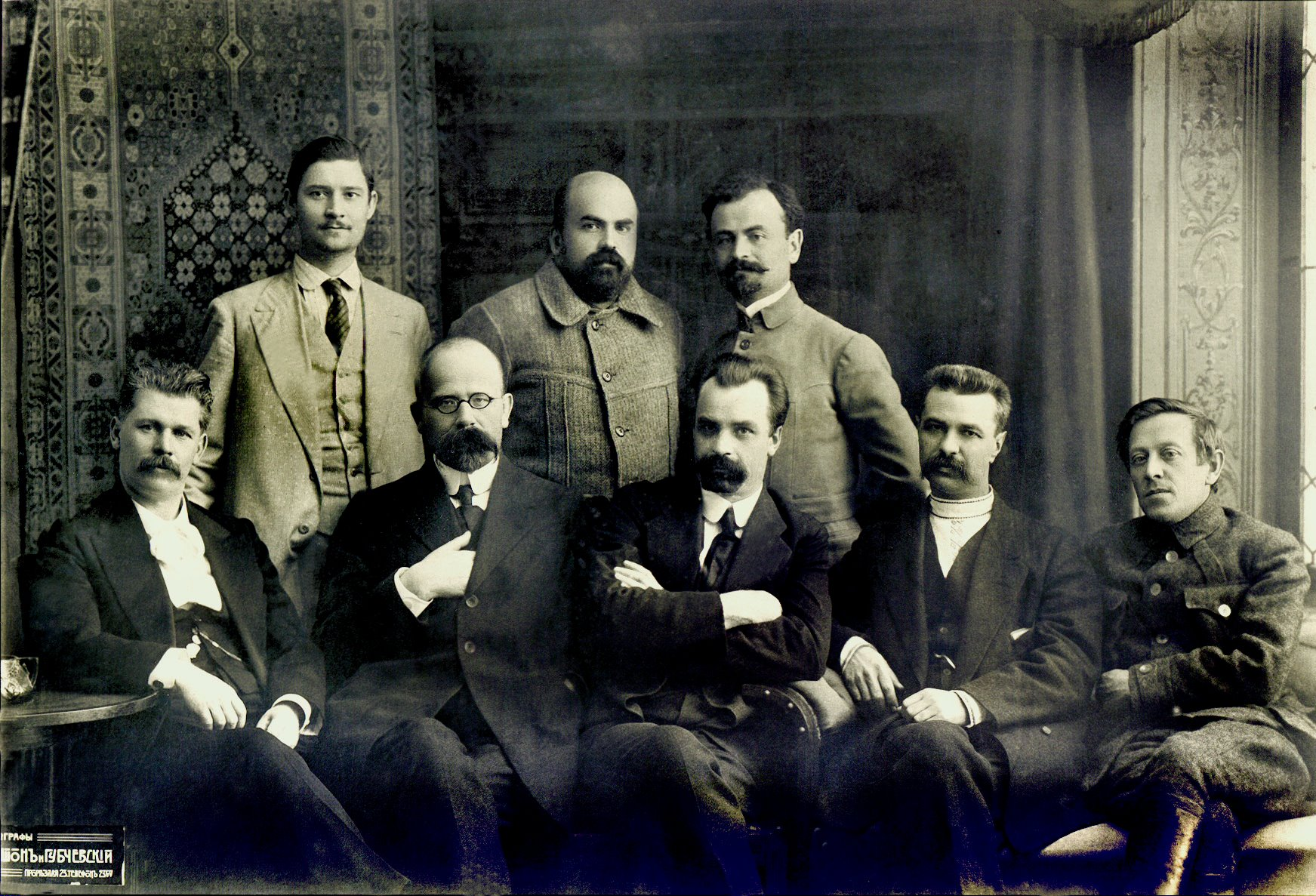
Перший Генеральний секретаріат Української Центральної Ради. 1917 р.
Стоять (зліва направо): Павло Христюк, Микола Стасюк, Борис Мартос
Сидять (зліва направо): Іван Стешенко, Христофор Барановський, Володимир Винниченко, Сергій Єфремов, Симон Петлюра

Мико́ла Миха́йлович Стасю́к (04.05.1885 — 1943) — український політик,  член Української Центральної Ради, генеральний секретар харчових справ.

## Життєпис
Народився у сім'ї урядовця в Катеринославі.
Від 1903 року навчався у Петербурзькому гірничому інституті.
Був членом Української студентської громади, входив до складу Інформаційного бюро і Головної студентської ради українських студентських організацій. Член Революційної української партії, згодом — Української партії соціалістів-революціонерів.
Під час революції 1905—1907 років — організатор селянських спілок на Катеринославщині, за що зазнав репресій з боку влади і перебував під наглядом поліції.
У 1908–1912 роках опублікував наукові праці з економіки України:
- «Автономія і розвиток продукційних сил на Вкраїні» (1908),
- «Економічні відносини України з Великоросією і Польщею» (1911),
- «Еміграція та її значення в економічному житті України» (1912).

Був одним із засновників Української Центральної Ради. У квітні 1917 року на з'їзді діячів українського села обраний головою новоутвореної Української селянської спілки і делегований до складу Центральної Ради. На загальних зборах УЦР обраний до її виконавчого органу — Комітету Української Центральної Ради (пізніше Мала Рада).
15 (28) червня 1917 року Мала Рада на своєму засіданні ухвалив створення Генерального секретаріату і Стасюка призначено першим генеральним секретарем харчових справ.
Після гетьманського перевороту 29 квітня 1918 року повернувся до кооперативної праці.
За часів Директорії УНР — начальник постачання Армії УНР у Кам'янці-Подільському.
Деякий час жив у еміграції. 1920 року повернувся в Україну. Працював співробітником ВУАН з окремих доручень.
1931 року (за іншими даними, 1933 року) заарештований у справі т. зв. «Українського національного центру».
У 1940 році був звільнений, жив у Маріуполі, де працював сторожем у міському парку.
За німецької окупації був редактором «Маріюпільської газети», очолював місцеву «Просвіту» та був одним з керівников надрайонного проводу ОУН.
Був заарештований гестапо разом з іншими керівниками підпільної антифашистської організації ОУН (А. Болгарський, М. Фененко та ін., всього 14 чоловік). Всі вони були розстріляні. Відтоді Маріупольська «Просвіта» фактично припинила своє існування.

## Вшанування памяті
Кабінетом Міністрів України 28 лютого 2018 р. засновано в числі академічних стипендій імені державних діячів першого українського уряду для студентів та курсантів закладів вищої освіти державної форми власності, які здобувають вищу освіту за освітнім рівнем магістра стипендію імені Миколи Стасюка (Аграрні науки та продовольство).
У місті Дніпро перейменували вулицю Новосибірську на вулицю Миколи Стасюка.[джерело?]